# Shemale
Shemale (także she-male) – termin używany najczęściej w branży pornograficznej do opisywania trans kobiet lub innych osób posiadających męskie genitalia i żeńskie drugorzędowe cechy płciowe (w tym piersi) uzyskane za pomocą hormonów lub operacji. Wiele osób w transpłciowej społeczności uważa ten termin za obraźliwy i upokarzający. Stosowanie terminu „shemale” w odniesieniu do trans kobiet może sugerować, że pracują one w branży erotycznej.

## Użycie naukowe
Termin ten był stosowany przez niektórych psychologów w odniesieniu do transpłciowych kobiet, które przeszły tranzycję, ale nigdy nie poddały się operacji korekty narządów płciowych (waginoplastyka).
Niektórzy biolodzy używali określenia shemale w odniesieniu do samców zwierząt innych niż ludzie, wykazujących żeńskie cechy lub zachowania, na przykład wydzielanie żeńskich feromonów przez samce gadów. Joan Roughgarden, biolog i krytyczka Karola Darwina, odrzuciła użycie tego terminu w literaturze dotyczącej gadów, ponieważ jej zdaniem jest on „degradujący i zapożyczony z przemysłu pornograficznego”. Napisała również, że preferowane w literaturze naukowej są określenia „gynomorficzny samiec”(ang. gynomorphic male) i „andromorficzna samica”(ang. andromorphic female), dodając: „Mam nadzieję, że przyszłe prace nad tymi zwierzętami będą prowadzone z większym profesjonalizmem”.

## Inne użycia
Od połowy XIX wieku określenie she-male było stosowane wobec „prawie każdego, kto wydawał się przekraczać podziały między płciami”, w tym zniewieściałych mężczyzn i lesbijek. Na początku XIX wieku było używane jako kolokwializm w amerykańskiej literaturze w stosunku do kobiety, często o zabarwieniu pejoratywnym. Przytacza się, że Davy Crockett użył tego terminu w kontekście pojedynku strzeleckiego, gdy jego przeciwnik rzucił Crockettowi wyzwanie, by strzelał w pobliżu żony swojego przeciwnika. Crockett miał rzekomo odpowiedzieć: „Davy Crockett’s hand would be sure to shake if his iron was pointed within a hundred miles of a shemale”.Używano go w latach dwudziestych XX wieku do opisania kobiet, najczęściej feministek lub intelektualistek. 
Termin ten z czasem nabrał bardziej negatywnych konotacji i zaczęto go używać w odniesieniu do „nienawistnej kobiety” lub „suki” (ang. bitch). Aż do połowy lat siedemdziesiątych XX wieku był używany do opisania asertywnej kobiety, w szczególności „nielubianej, niegodnej zaufania kobiety”. 
Określenie to nabrało później podtekstu seksualnego. Jennifer Anne Stevens w swojej książce „From Masculine To Feminine And All points In Between” z 1990 roku zdefiniowała she-male jako „przeważnie homoseksualny mężczyzna, który żyje przez cały czas jako kobieta; gej transgenderysta”. Oxford English Dictionary, w wydaniu z 1989 roku, definiuje she-male jako „pasywny homoseksualny mężczyzna lub transwestyta”. 

## Konotacje
W 1979 roku Janice Raymond posłużyła się tym terminem jako obraźliwym określeniem w odniesieniu do transpłciowych kobiet w swojej kontrowersyjnej książce The Transsexual Empire: The Making of the She-Male. Raymond i inne feministki kulturowe, takie jak Mary Daly, utrzymywały, że „she-male” czy też „male-to-constructed female” to wciąż mężczyzna, co stanowi „patriarchalny atak mężczyzn na kobiecą esencję”. Jest to często uważane za część ideologii radykalnych feministek wykluczających osoby trans (ang. trans-exclusionary radical feminism, TERF).
Od czasu tej publikacji termin ten stał się obraźliwym określeniem stosowanym wobec trans kobiet. Psycholożki Dana Finnegan i Emily Mcnally napisały, że termin ten „ma zwykle poniżające konotacje”. Francuski profesor John Phillips pisze, że shemale to „językowy oksymoron, który jednocześnie jest odzwierciedleniem binarnego myślenia [o płci], ale także, poprzez swoją niemożliwość, podważa podział między męskością a kobiecością”. Transpłciowa autorka Leslie Feinberg napisała, że określenia „he-she” i „she-male” opisują ekspresję płciową danej osoby za pomocą pierwszego członu, a płeć przy urodzeniu za pomocą drugiego. Myślnik sygnalizuje kryzys w języku i jawną sprzeczność społeczną, ponieważ płeć biologiczna i płeć kulturowa „powinny do siebie pasować”. Jack Halberstam, dyrektor Institute for Research on Women, Gender and Sexuality, określił she-male mianem „upokarzającego terminu pornograficznego”. Amerykańska organizacja GLAAD stwierdziła, że termin ten jest „dehumanizującą obelgą” i nie powinien być używany „za wyjątkiem bezpośredniego cytatu ujawniającego uprzedzenia cytowanej osoby” lub gdy osoba transpłciowa sama określa się tym terminem.
Zdaniem Willow Arune „używanie określenia she-male w odniesieniu do transseksualnej kobiety może być uważane za wysoce obraźliwe, ponieważ sugeruje, że pracuje ona w branży [seksualnej]. Może być to uznawane za zniesławienie”. Melissa Hope Ditmore z Trafficked Persons Rights Project twierdzi, że termin ten „jest wymysłem przemysłu seksualnego, a większość transkobiet uważa go za odrażający”. Biolożka i transpłciowa aktywistka Julia Serano twierdzi, że pozostaje ono „obraźliwe lub sensacjonalistyczne”. Według felietonistki zajmującej się tematyką seksualności, Reginy Lynn, „marketerzy z branży pornograficznej używają określenia she-male w bardzo konkretnym celu — aby sprzedawać porno heteroseksualnym facetom bez pobudzania ich homofobii — co nie ma nic wspólnego z rzeczywistymi osobami transpłciowymi (ani też nie pomaga mężczyznom przezwyciężyć ich homofobii)”.
Niektóre osoby używają tego określenia do opisu samych siebie, najczęściej w kontekście pracy seksualnej. Nonkonformistyczna płciowo autorka Kate Bornstein napisała, że jej przyjaciółka, która sama identyfikowała się jako „she-male”, opisywała siebie następująco: „cycki, natapirowane włosy, tona makijażu i penis” (ang. tits, big hair, lots of make-up, and a dick). Aktorka pornograficzna Wendy Williams oświadczyła: „Nie sądzę, by tranny i she-male to były obelgi. Początkowo były to słowa używane, aby laicy mogli zrozumieć produkty, które kupują w pornografii. Jest więcej kwestii, o które musimy się martwić: samobójstwa, poziom bezdomności, zdobycie wykształcenia i znalezienie pracy jako trans kobiety”.

## W kulturze popularnej
Poza występowaniem w przemyśle pornograficznym termin ten był również wykorzystywany jako puenta lub dla efektu retorycznego. Flora Finch zagrała w filmie The She-Male Sleuth, komedii z 1920 roku. Jako część projektu artystycznego „42nd Street Art Project” w 1994 roku projektantka Adelle Lutz przekształciła dawny sklep na Times Square o nazwie American Male w „American She-Male”, ozdobiony kolorowymi manekinami oraz ubraniami wykonanymi z prezerwatyw. W serialu Bogaci bankruci z 2004 roku w odcinku „Sad Sack” pojawił się żart, w którym Maeby nakłania Lindsay do noszenia koszulki z napisem „Shémale”, aby przekonać zalotnika, że Lindsay jest transpłciowa. Krytyczka filmowa Manohla Dargis napisała o braku „prawdziwych kobiet” w letnich filmach kinowych, twierdząc, że komedie Judda Apatowa zawierają mężczyzn, którzy zachowują się bardziej jak główne bohaterki: „To nie są she-male, jakie można znaleźć na ostatnich stronach The Village Voice. Mężczyźni Apatowa trafiają na ekran w stanie anatomicznie nienaruszonym: są zmaskulinizowani, ale nie wykastrowani, o czym przypominają powtarzające się obrazy trzepoczących genitaliów w filmie Chłopaki też płaczą”.
Określenie spotkało się z ostrą krytyką, gdy zostało użyte w czwartym odcinku 6. sezonu RuPaul's Drag Race. Logo TV, stacja nadająca program, wydała oświadczenie 14 kwietnia 2014 roku, w którym napisano: „Chcieliśmy podziękować społeczności za podzielenie się swoimi obawami dotyczącymi niedawnego segmentu i użycia terminu „she-mail” w programie Drag Race. Wycofaliśmy ten odcinek ze wszystkich naszych platform i to słowo nie pojawi się już więcej. Ponadto usuwamy intro „You've got she-mail” z nowych odcinków serialu. Nie chcieliśmy nikogo urazić, ale z perspektywy czasu zdajemy sobie sprawę, że było to niedelikatne. Szczerze przepraszamy”.